# هیکاکین
هیکاکین (انگلیسی: Hikakin؛ زادهٔ ۲۱ آوریل ۱۹۸۹) یوتیوبر، موسیقی‌دان، اهالی کسب‌وکار، بازیگر سینما، و تهیه‌کننده تلویزیونی اهل ژاپن است. وی از سال ۲۰۰۶ میلادی تاکنون مشغول فعالیت بوده‌است.